# Pterocaesio pisang
Pterocaesio pisang är en fiskart som först beskrevs av Bleeker, 1853.  Pterocaesio pisang ingår i släktet Pterocaesio och familjen Caesionidae. Inga underarter finns listade i Catalogue of Life.